# Hans Hass
Pour les articles homonymes, voir Hass.
Hans Heinrich Julius Hass, né le 23 janvier 1919 à Vienne (Autriche) et mort le 16 juin 2013  dans cette même ville est un biologiste, éthologue et cinéaste autrichien. Précurseur, au même titre que le Français Jacques-Yves Cousteau, de la plongée sous-marine autonome, Hass et son épouse Lotte sont surtout connus pour leurs documentaires et pour leur « théorie des  energons ».

## Le cinéaste
C'est en 1937 que Hans Hass découvre la plongée sous-marine en apnée sur la Côte d'Azur. En 1939, avec Jörg Böhler et Alfred von Wurzian, il organise une expédition de huit mois aux îles de Curaçao et Bonaire (Antilles néerlandaises). Tout en chassant pour se nourrir, il photographie et réalise son premier film sous-marin avec du matériel étanche construit par lui-même. C'est un film en couleurs, contrairement au premier film sous-marin français Par dix-huit mètres de fond réalisé trois ans plus tard (1942) par Philippe Tailliez, Jacques-Yves Cousteau et Frédéric Dumas. En tant qu'étudiant, plongeur et explorateur déjà connu, et parce qu'il présentait un « syndrome de Raynaud » (ou « syndrome des mains mauves »), il échappe à la mobilisation durant la Seconde Guerre mondiale : ses conférences lui permettent de financer une expédition dans le Dodécanèse italien, en mer Égée en 1942 d'où il rapporte son premier long métrage. Ses films et son livre de souvenirs sont des succès dans plusieurs pays. Hans Hass qui pense déjà à un navire-laboratoire achète un voilier en 1943, mais celui-ci est saisi par les Alliés à la fin de la guerre.
En 1949, un voyage de quelques semaines lui permet de découvrir la mer Rouge. En 1950, deux ans avant Cousteau, il y organise une expédition plus importante et produit un long métrage : Abenteuer im Roten Meer (« Aventures en mer Rouge »). Grâce aux recettes, son rêve se réalise. C'est avec le Xarifa, un voilier-laboratoire, que Hans Hass, sa femme Lotte, des cinéastes et des scientifiques vont parcourir le monde pendant plusieurs années. Le financement est assuré par des conférences et la vente des nombreux documentaires télévisés. En 1959, son travail cinématographique est récompensé par un oscar de la meilleure photographie pour L'aventure est au fond de la mer.

## Le scientifique
Hans Hass a obtenu son doctorat en zoologie en 1943 auprès de Konrad Lorenz, à Vienne (il a aussi reçu le prix « Konrad Lorenz » en 1999). En 1959 le nom scientifique de l'« anguille jardinière », un poisson tropical, lui est dédié : Heteroconger hassi.

## Le militant
Hans et Lotte Hass développent une vision propre des enjeux planétaires à travers leur théorie de l'« Energon » initialement exposée dans son ouvrage The hidden common feature in the evolution of life (« Le patron commun caché de l'évolution de la vie », 1970) qui envisage la vie sur terre comme un cycle de la matière et de l'énergie parmi d'autres, l'être humain étant une espèce parmi d'autres, spécifique au même titre que les autres mais non „supérieure“. Pour eux, nature et culture, prédation et coopération, sélection naturelle et symbiose sont des phénomènes complémentaires et non opposés, obéissant aux mêmes lois universelles de la physique, de la chimie et de la biologie, ce que Hass expose aussi dans son livre Theorems, Fundamental Laws and Resumees : the Evolution of Energons (1978). Ils se soucient de l'inconséquence des désirs humains et publient en 1988 The Semi-Predator : how to overcome our instincts and be more successful in business (« Le semi-prédateur : comment canaliser nos instincts et réussir en affaires »), dans l'espoir (déçu dans la majorité des cas) de convaincre les acteurs économiques qu'ils ont intérêt à gérer rationnellement leurs appétits et ambitions, en adéquation avec les ressources... et en leur donnant en exemple les squales qui, eux, le font : c'est la thèse du « psychisme partagé » ou “psychosplit thesis”.
En 1994 puis 1997 Hass développe dans ses ouvrages Hypercell Organisms : a new perspective of man in evolution et Humans as Hyper-Cellular Organisms cette vision reliant tous les pluricellulaires, humains inclus, non seulement par les mêmes lois darwiniennes, mais aussi les mêmes structures sociales et comportementales : dans cette vision, un organisme est plus que la somme de ses cellules, et une société doit être plus que la juxtaposition de ses membres, et développer un projet respectueux des lois de la nature. Il en déduit que les droits de l'homme impliquent aussi des devoirs, envers tous les humains, mais aussi envers la biosphère et la planète, et lors de l'Expo '98 à Lisbonne, il milite pour une « Déclaration universelle des Devoirs de l'Homme ».
Les époux Hass (qui plongeaient et naviguaient ensemble) développent leurs arguments dans The Energon Theory (2004), puis s'adressent spécifiquement aux femmes dans Lettre à toutes les femmes du monde (2007) où ils développent l'idée que la transition démographique et le recul des guerres, des violences, de la surexploitation des ressources et des pollutions sont proportionnels au degré d'éducation et aux droits acquis par les femmes, qui, selon eux, ont donc le devoir de s'instruire. Cette théorie est, depuis, popularisée par leur fille Meta Hass à travers la fondation familiale.

## L'inventeur
Hans Hass est l'inventeur du Rolleimarin, un boîtier étanche professionnel pour le Rolleiflex 3.5F .

## Filmographie
- 1940 : Pirsch unter Wasser (court métrage).
- 1942 : Menschen unter Haien.
- 1950 : Abenteuer im Roten Meer (Primé à la Biennale de Venise).
- 1959 : Unternehmen Xarifa (Oscar de la meilleure photographie), version française : L'aventure est au fond de la mer.
- 1958-1983 : 56 documentaires pour la télévision